# Господар и командир: Далечният край на света
„Господар и командир: Далечният край на света“ (на английски: Master and Commander: The Far Side of the World) е американски приключенски драматичен филм от 2003 г. на режисьора Питър Уиър. Сценарият, написан от Уиър и Джон Коли, е базиран на романите на Патрик О'Брайън. Историята на филма е взета най-вече от романа „The Far Side of the World“ като основното преследване във филма е част от Наполеоновите войни, а в романа от Британско-американската война.

## Награди и номинации
| Категория                              | Номиниран(и)                        | Резултат                    |
| Оскар (29 февруари 2004 г.)            | Оскар (29 февруари 2004 г.)         | Оскар (29 февруари 2004 г.) |
| -------------------------------------- | ----------------------------------- | --------------------------- |
| Най-добър звуков монтаж                | Най-добър звуков монтаж             | награда                     |
| Най-добра кинематография               | Ръсел Бойд                          | награда                     |
| Най-добър филм                         | Най-добър филм                      | номинация                   |
| Най-добри декори                       | Най-добри декори                    | номинация                   |
| Най-добър звук                         | Най-добър звук                      | номинация                   |
| Най-добър грим и прически              | Най-добър грим и прически           | номинация                   |
| Най-добри визуални ефекти              | Най-добри визуални ефекти           | номинация                   |
| Най-добър режисьор                     | Питър Уиър                          | номинация                   |
| Най-добър филмов монтаж                | Лий Смит                            | номинация                   |
| Най-добри костюми                      | Уенди Стайтс                        | номинация                   |
| Награда на БАФТА (15 февруари 2004 г.) |                                     |                             |
| Най-добри декори                       | Най-добри декори                    | награда                     |
| Най-добър звук                         | Най-добър звук                      | награда                     |
| Най-добра режисура                     | Питър Уиър                          | награда                     |
| Най-добри костюми                      | Уенди Стайтс                        | награда                     |
| Най-добър филм                         | Най-добър филм                      | номинация                   |
| Най-добри специални визуални ефекти    | Най-добри специални визуални ефекти | номинация                   |
| Най-добра кинематография               | Ръсел Бойд                          | номинация                   |
| Най-добър актьор в поддържаща роля     | Пол Бетани                          | номинация                   |
| Златен глобус (25 януари 2004 г.)      |                                     |                             |
| Най-добър филм – драма                 | Най-добър филм – драма              | номинация                   |
| Най-добър режисьор                     | Питър Уиър                          | номинация                   |
| Най-добър актьор в драматичен филм     | Ръсел Кроу                          | номинация                   |
| Сателит (23 януари 2004 г.)            |                                     |                             |
| Най-добър звук                         | Най-добър звук                      | награда                     |
| Най-добри визуални ефекти              | Най-добри визуални ефекти           | награда                     |
| Най-добър филм – драма                 | Най-добър филм – драма              | номинация                   |
| Най-добри декори                       | Най-добри декори                    | номинация                   |
| Най-добра кинематография               | Ръсел Бойд                          | номинация                   |
| Най-добър филмов монтаж                | Лий Смит                            | номинация                   |
| Най-добри костюми                      | Уенди Стайтс                        | номинация                   |
| Емпайър (4 февруари 2004 г.)           |                                     |                             |
| Най-добър режисьор                     | Питър Уиър                          | номинация                   |